# Дешковиці-Перші
Дешковиці-Перші (пол. Deszkowice Pierwsze) — село в Польщі, у гміні Сулув Замойського повіту Люблінського воєводства.
Населення — 651 особа (2011).

## Демографія
Демографічна структура станом на 31 березня 2011 року:
|          | Загалом | Допрацездатний вік | Працездатний вік | Постпрацездатний вік |
| -------- | ------- | ------------------ | ---------------- | -------------------- |
| Чоловіки | 311     | 53                 | 218              | 40                   |
| Жінки    | 340     | 66                 | 182              | 92                   |
| Разом    | 651     | 119                | 400              | 132                  |